# Salomone I d'Imerezia
Salomone I di Imerezia, in georgiano სოლომონ I? (Kutaisi, 1735 – Kutaisi, 23 aprile 1784), fu re d'Imerezia dal 1752 al 1766 e nuovamente dal 1768 al 1784.

## Biografia
Salomone era figlio di Alessandro V d'Imerezia e della sua seconda moglie, Tamar Abashidze, e succedette al trono d'Imerezia alla morte di suo padre nel 1752. Egli immediatamente si impegnò per lanciare una serie di misure restrittive contro i nobili rinnegati ed il commercio degli schiavi da cui i primi traevano profitti illegali in connubio con le autorità ottomane. Nel 1752, l'opposizione aristocratica mise in scena un colpo di Stato, ma Salomone riuscì a riprendere velocemente il trono e ad avviare un programma di riforme intese a stabilizzare il regno dopo un lungo periodo di guerra civile. Gli ottomani, che tendevano a vedere l'Imerezia come un territorio ormai sottoposto alla loro sfera d'influenza, organizzarono un'armata contro Salomone ma il sovrano riuscì a fare muro coi propri fedelissimi ed a sconfiggere gli invasori nella Battaglia di Khresili nel 1757. In quello stesso anno, strinse una proficua alleanza con Eraclio II, regnante nella Georgia orientale. I raid ottomani continuarono sino agli anni '60 del Settecento sino a quando questi non riuscirono a scacciare Salomone dalla capitale del regno, Kutaisi, ed a piazzare sul trono suo cugino, Teimuraz. Nel 1768, Salomone riuscì a tornare a casa, ma il suo regno era ancora occupato dai turchi. In quello stesso anno, l'ennesima guerra russo-turca scoppiò e nel maggio del 1769, Salomone si recò a Tbilisi per incontrarsi con Eraclio II. I due re decisero di inviare una richiesta allo zar di Russia perché inviasse in loro aiuto cinque reggimenti d'esercito per sconfiggere i turchi nell'area. I russi inviarono una piccola forza militare al comando del generale Gottlieb Heinrich Totleben che effettivamente consentì a Salomone di riprendere Kutaisi nell'agosto del 1770, ma che nel contempo aprì un contenzioso tra la rudezza del generale ed i georgiani locali; Totleben venne richiamato ben presto in madrepatria, venendo sostituito da un generale che comunque non riuscì a prendere il porto georgiano di Poti sul Mar Nero che rimase sotto il controllo degli ottomani. Dopo la fine della guerra, Salomone fu in grado di costringere i suoi vassalli autonomisti, i principi di Mingrelia e Guria, a sottomettersi alla sua volontà e continuò a contrastare l'egemonia ottomana nella regione. Scontratosi con l'invasione dell'Abcasia organizzata dagli ottomani nel 1779, cercò di razziare alcuni territori controllati dai turchi nella Georgia sudoccidentale. Morì nell'aprile del 1784 e venne sepolto nel Monastero di Gelati. Il 22 dicembre 2016 è stato solennemente canonizzato come santo della Chiesa Ortodossa Georgiana ed il suo giorno di festa coincide con quello della sua morte, il 23 aprile.

## Famiglia
Salomone I si sposò tre volte; la prima fu con la principessa Tinatin Shervashidze, la seconda con la principessa Mariam, figlia di Otia Dadiani (m. 1778), Principe di Mingrelia, e la terza con la principessa Gulkan Tsulukidze (1730–1800). Ebbe in tutto cinque figli, tre maschi e due femmine:
- Principe Davide, nato da Tinatin Shervashidze.
- Principe Alessandro (1760–1780), nato da Mariam Dadiani. Guidò la rivolta contro lo stesso Salomone I nel 1778.
- Principessa Darejan (1756–1827), nata da Mariam Dadiani. Sposò nel 1768 il principe Kaikhosro Abashidze. Il loro figlio, Ivane Abashidze, fu pretendente al trono d'Imerezia nel 1820.
- Principessa Mariam (1769–1845), nata da Mariam Dadiani. Sposò il principe Elizbar Eristavi di Ksani (1738–1813).
- Principe Bagrat, figlio extraconiugale.